# В ударе
«В ударе» (англ. Kickin' It) — комедийный сериал канала Disney XD появившийся на экранах 13 июня 2011 года и длившийся на протяжении 3-х лет. За это время было выпущено 4 сезона сериала, а 25 марта 2015 года была показана последняя серия.

## Сюжет
Это сериал рассказывающий о студентах, которые занимаются боевым искусством в Академии Бобби Васаби, борются за спасение своего тренировочного зала. Они встречают талантливого, но дерзкого Джека. Их тренер Руди убедил Джека заниматься в их зале, и на протяжении всего сериала  Джек занимается у них

## Рейтинги
Премьера сериала привлекла порядком 873 000 зрителей, став рекордной по этому показателю среди премьер сериалов на Disney XD (включая предыдущую историю канала в виде Toon Disney), обогнав премьеру I'm in the Band (863 000 зрителей). Среди зрителей премьеры 57 800 приходилось на детей от 6 до 14 лет, а 393 000 на возрастную группу от 9 до 14; это была рекордная за всё время на Disney XD премьера по группе от 6 до 11 лет (431 000 зрителей). В Великобритании первый эпизод привлёк 88 000 зрителей, второй — 62 000.